# Aethionema
Genre
Classification phylogénétique
L'Æthionème, ou Aethionema, est un genre de la famille des brassicacées regroupant 110 espèces selon Tropicos, 3 mai 2015
, certaines de ces espèces sont inscrites au livre rouge de la flore menacée de France .

## Liste des espèces
Aethionema acarii, Aethionema alanyae, Aethionema almijarense, Aethionema apterocarpum, Aethionema arabicum, Aethionema armenum, Aethionema balansae, Aethionema banaticum, Aethionema bourgaei, Aethionema buxbaumii, Aethionema cabulicum, Aethionema caespitosum, Aethionema campylopterum, Aethionema capitatum, Aethionema cappadocicum, Aethionema cardiophylloides, Aethionema cardiophyllum, Aethionema carlsbergii, Aethionema carneum, Aethionema cephalanthum, Aethionema chloraefolium, Aethionema chlorifolium, Aethionema cordatum, Aethionema cordifolium, Aethionema coridifolium, Aethionema creticum, Aethionema cristatum, Aethionema demirizii, Aethionema diastrophis, Aethionema dimorphocarpum, Aethionema dumanii, Aethionema edentulum, Aethionema elongatum, Aethionema eunomioides, Aethionema fimbriatum, Aethionema froedinii, Aethionema fruticulosum, Aethionema gileadense, Aethionema glaucescens, Aethionema glaucinum, Aethionema gracile, Aethionema graecum, Aethionema grandiflorum, Aethionema heterocarpum, Aethionema heterophyllum, Aethionema huber-morathii, Aethionema iberideum, Aethionema karamanicum, Aethionema koenigii, Aethionema kopetdaghi, Aethionema lacerum, Aethionema lepidioides, Aethionema levandowskyi, Aethionema lignosum, Aethionema lipskyi, Aethionema longistylum, Aethionema lycium, Aethionema maraschicum, Aethionema marashicum, Aethionema marginatum, Aethionema membranaceum, Aethionema micropterum, Aethionema minus, Aethionema monospermum, Aethionema moricandianum, Aethionema munzurense, Aethionema oppositifolium, Aethionema orbiculatum, Aethionema ovalifolium, Aethionema pallidiflorum, Aethionema paphlagonicum, Aethionema papillosum, Aethionema polygaloides, Aethionema pseudarmenum, Aethionema pseudotrinervium, Aethionema pulchellum, Aethionema pyrenaicum, Aethionema recurvum, Aethionema retsina, Aethionema rhodopaeum, Aethionema rotundifolium, Aethionema rubescens, Aethionema sagittatum, Aethionema salmasium, Aethionema saxatile, Aethionema schelkovnikowii, Aethionema schistosum, Aethionema schizopterum, Aethionema semnanensis, Aethionema sintenisii, Aethionema speciosum, Aethionema spicatum, Aethionema spinosum, Aethionema stenopterum, Aethionema stylosum, Aethionema subcapitatum, Aethionema subulatum, Aethionema syriacum, Aethionema szowitsii, Aethionema tenue, Aethionema thesiifolium, Aethionema thomasianum, Aethionema transhyrcanum, Aethionema trinervium, Aethionema turcica, Aethionema umbellatum, Aethionema varians, Aethionema virgatum, Aethionema voronovii, Aethionema woronowii

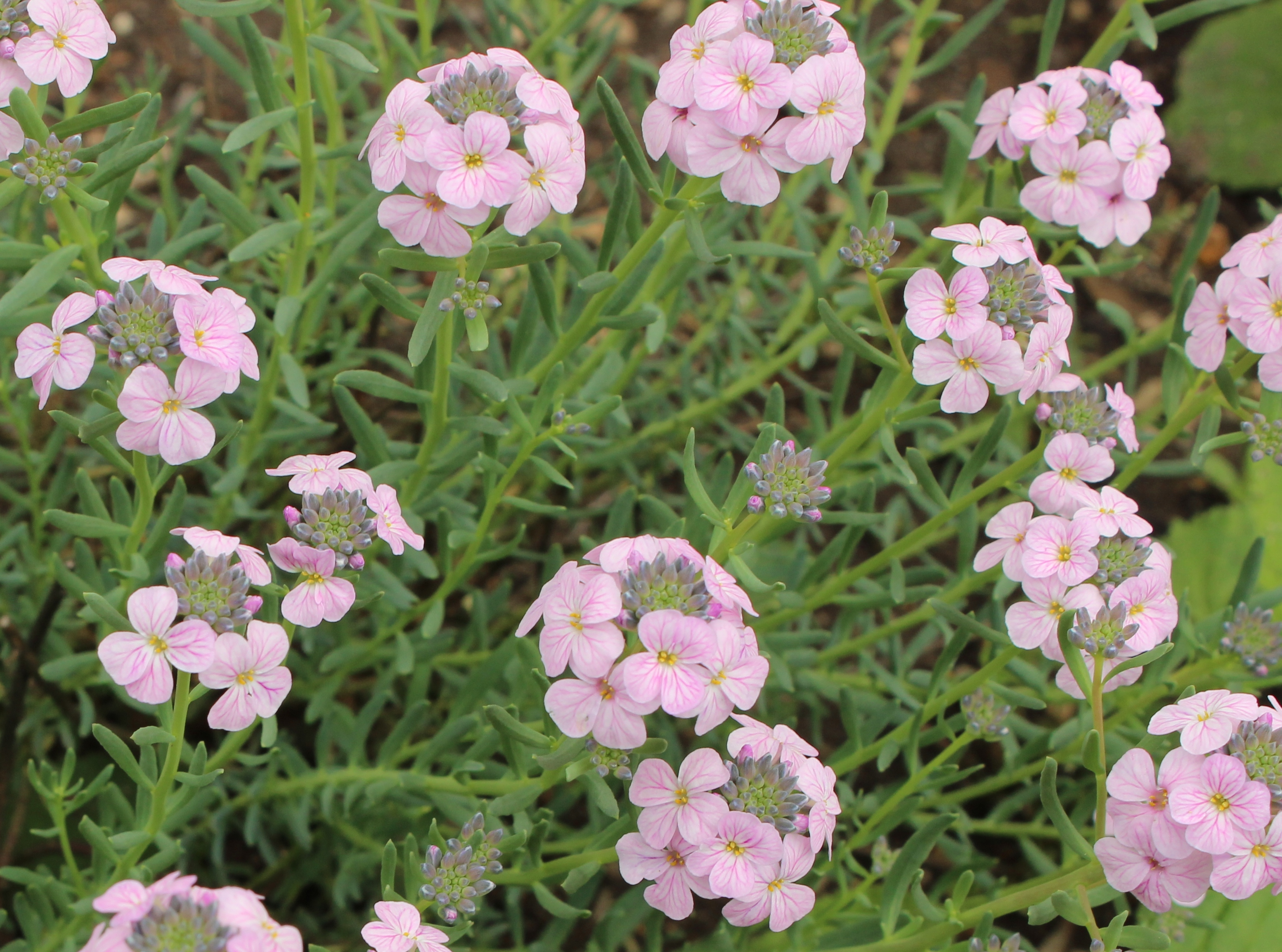
Aethionema armenum
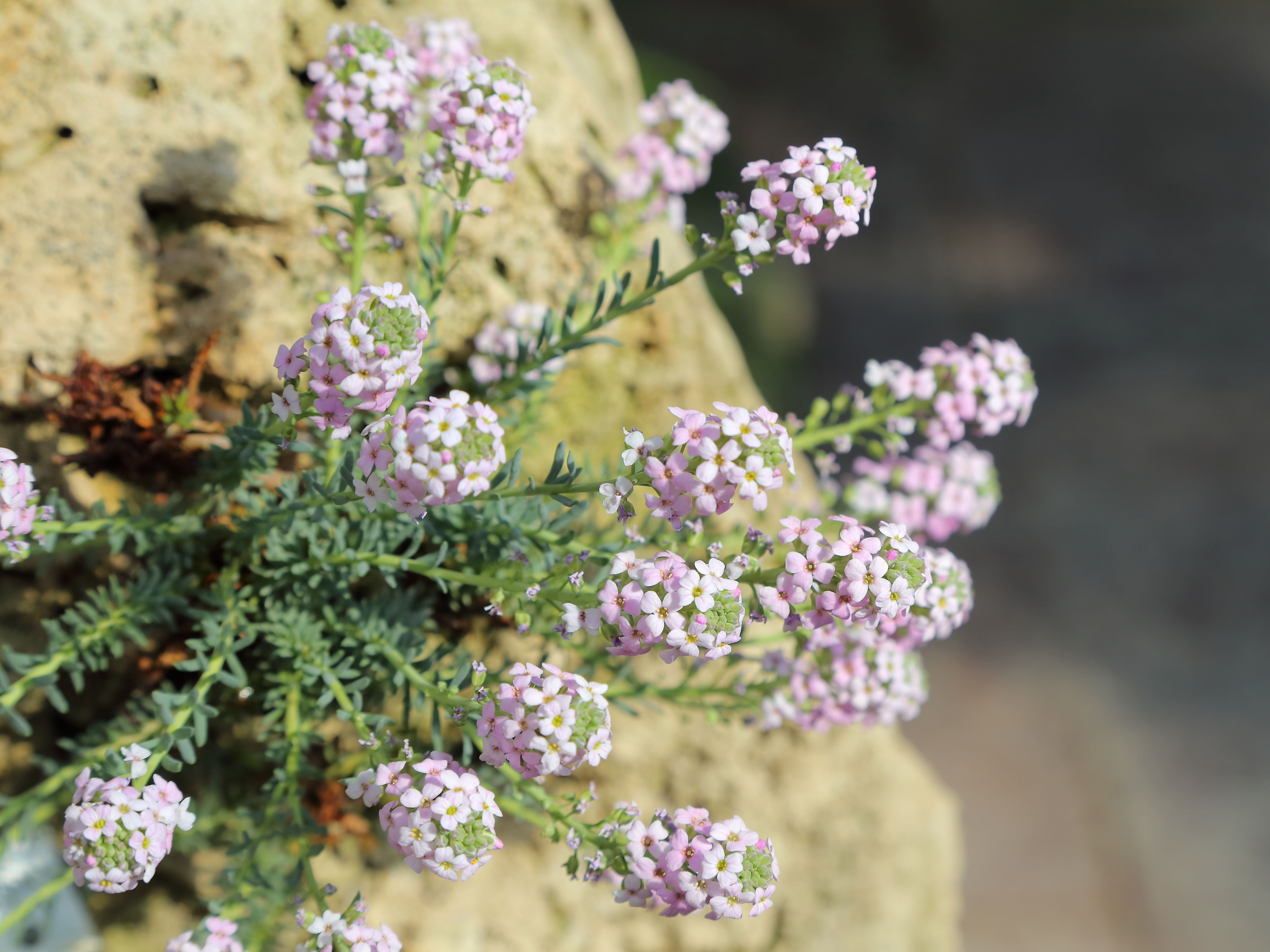
Aethionema capitatum
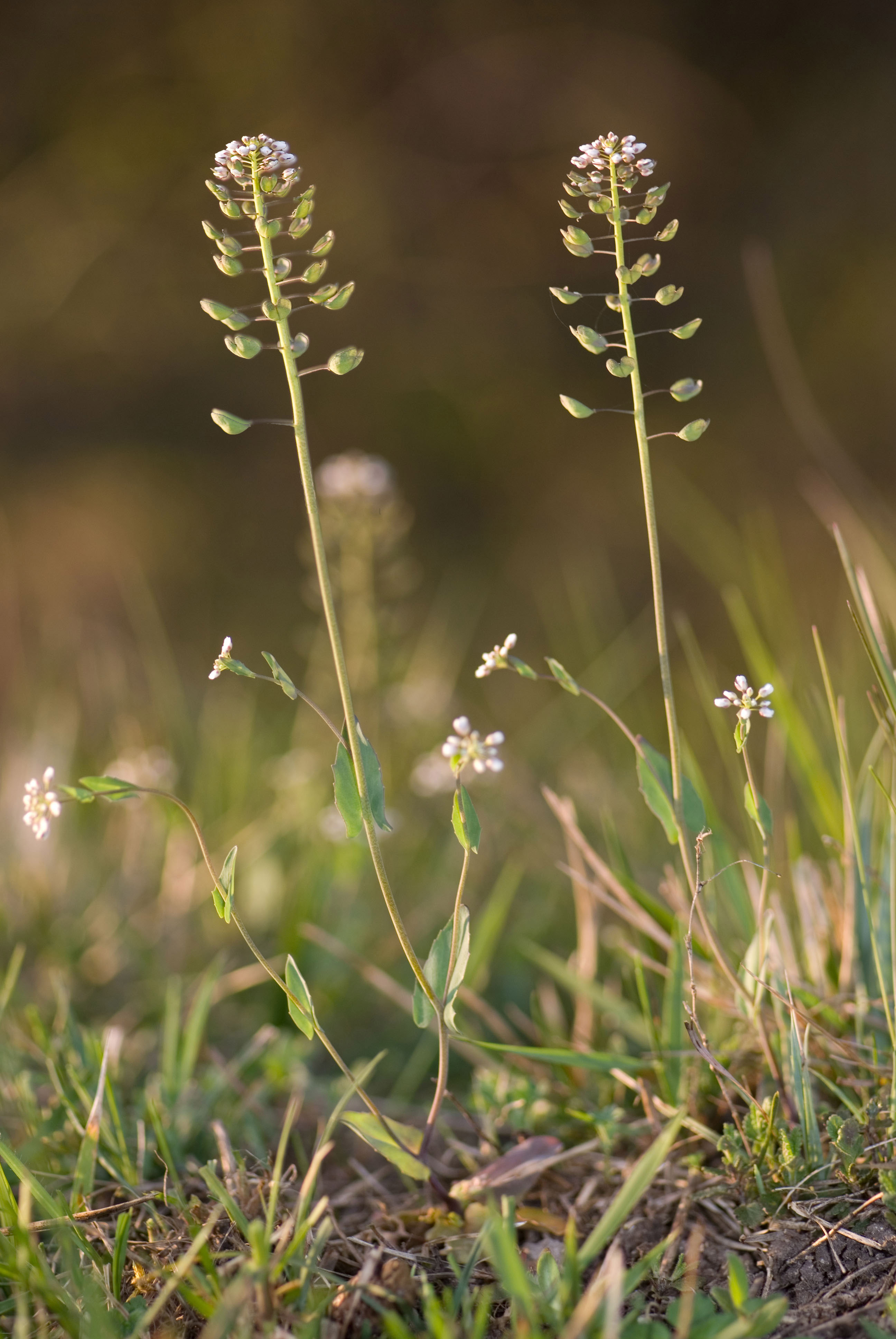
Aethionema carneum
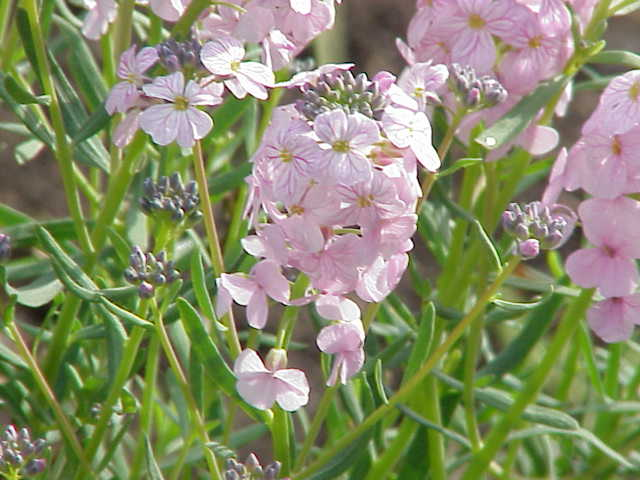
Aethionema grandiflorum
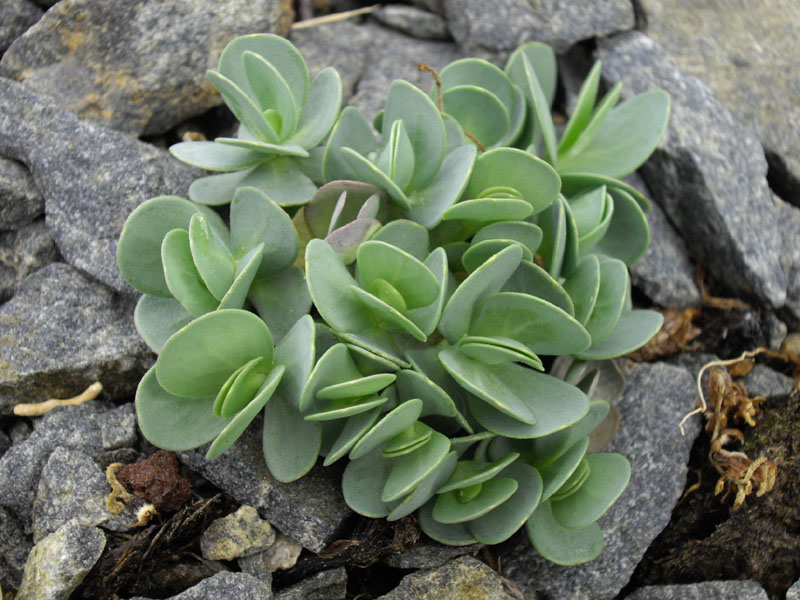
Aethionema oppositifolium
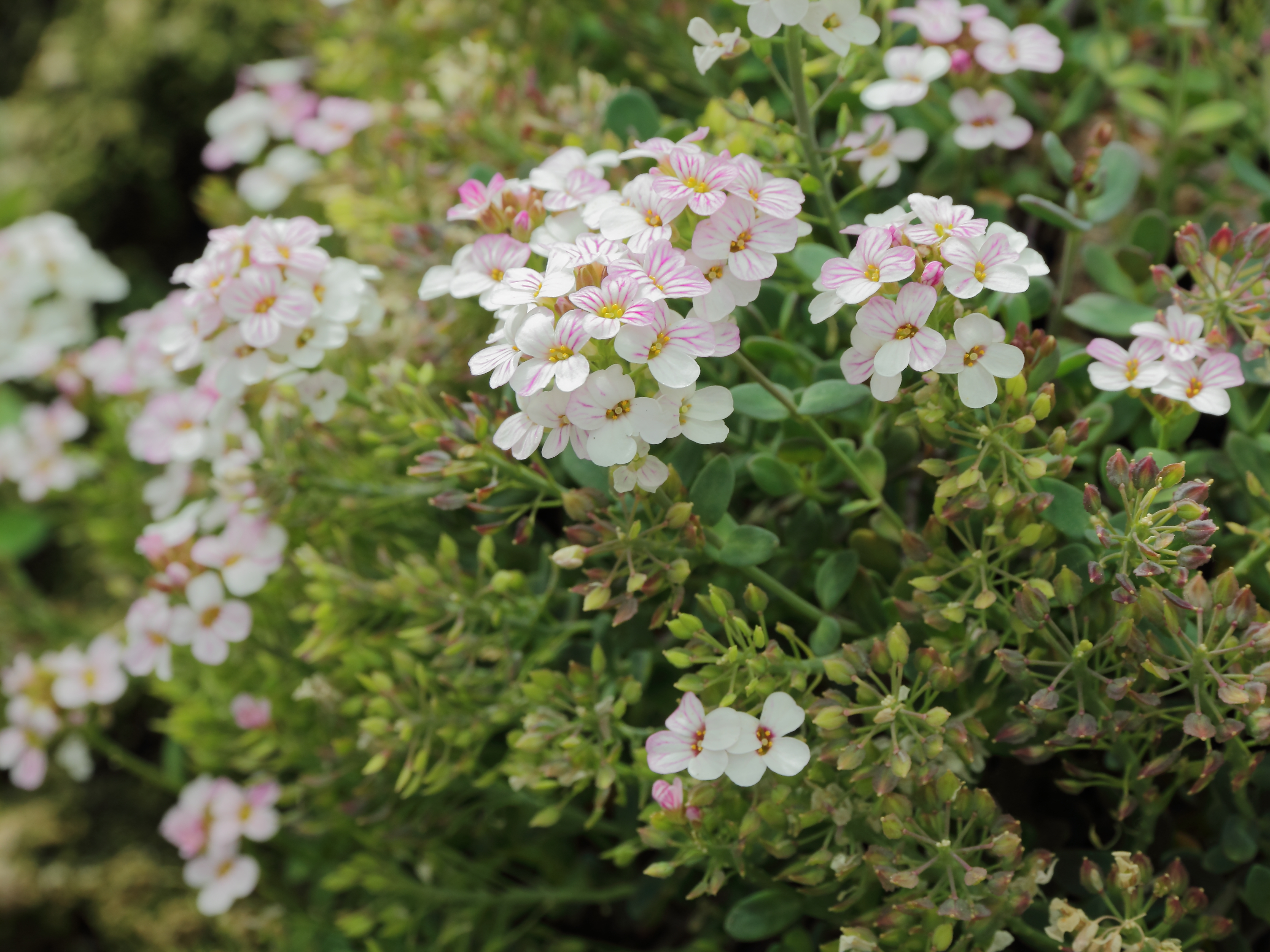
Aethionema orbiculatum
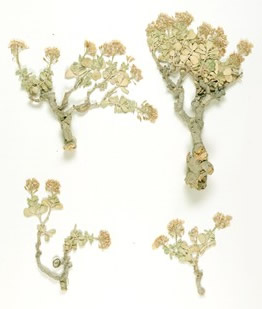
Aethionema retsina
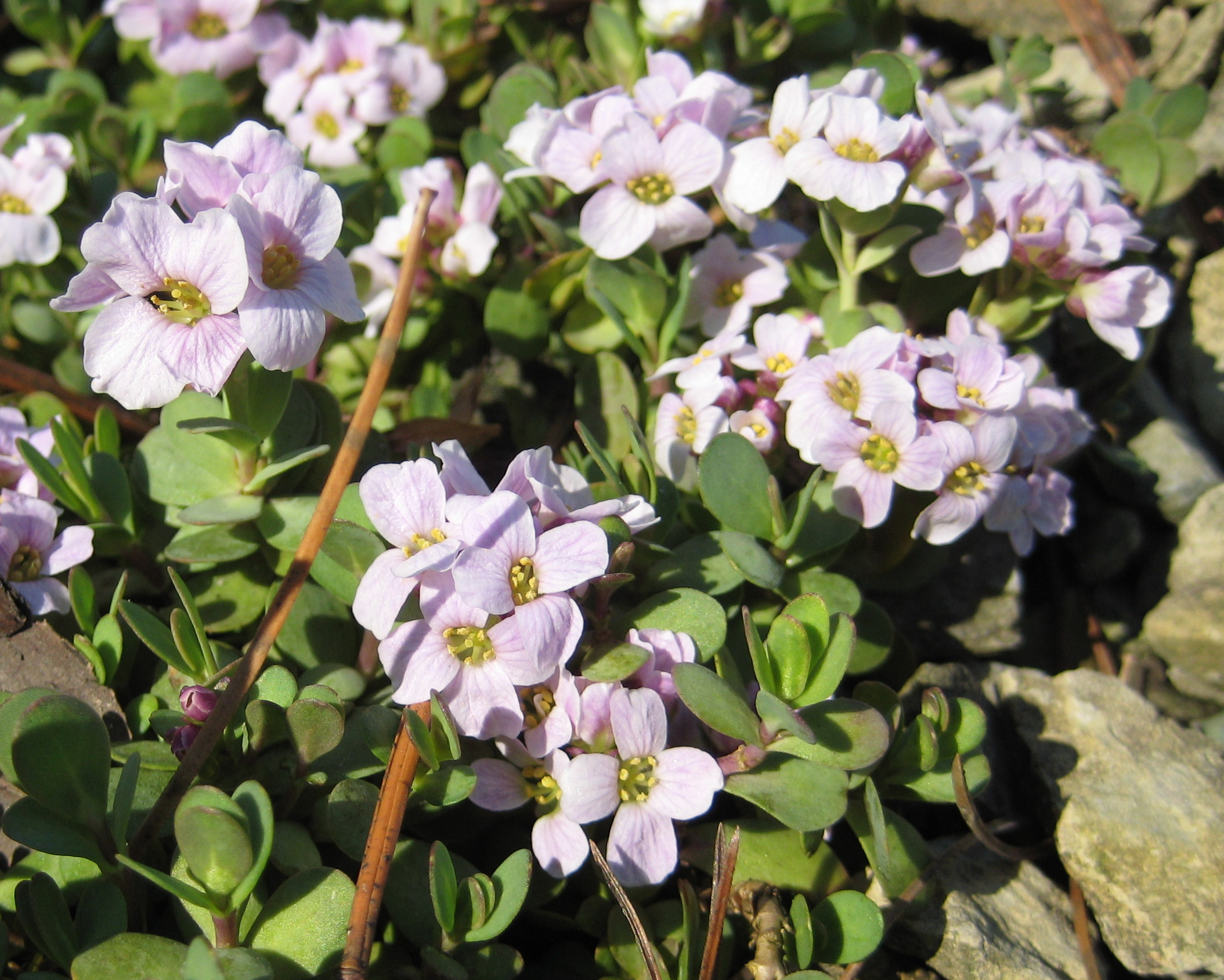
Aethionema rotundifolium
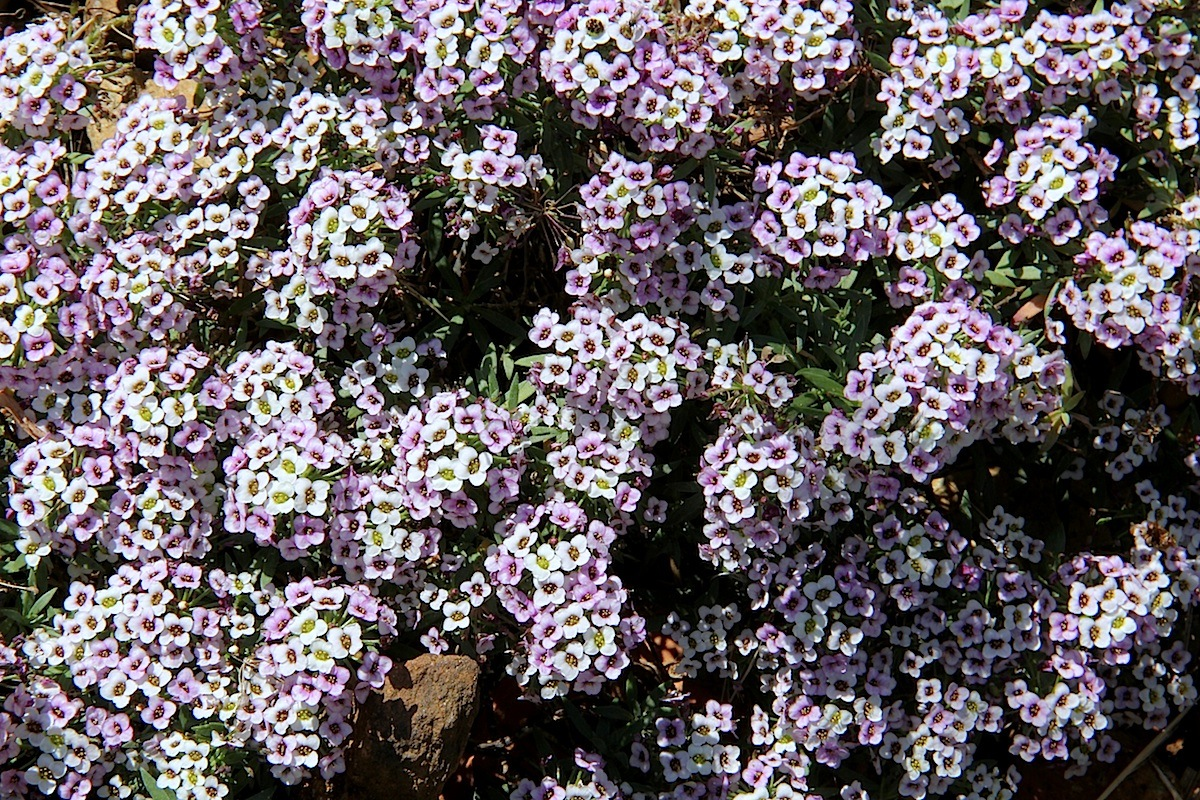
Aethionema saxatile

## Non identifié

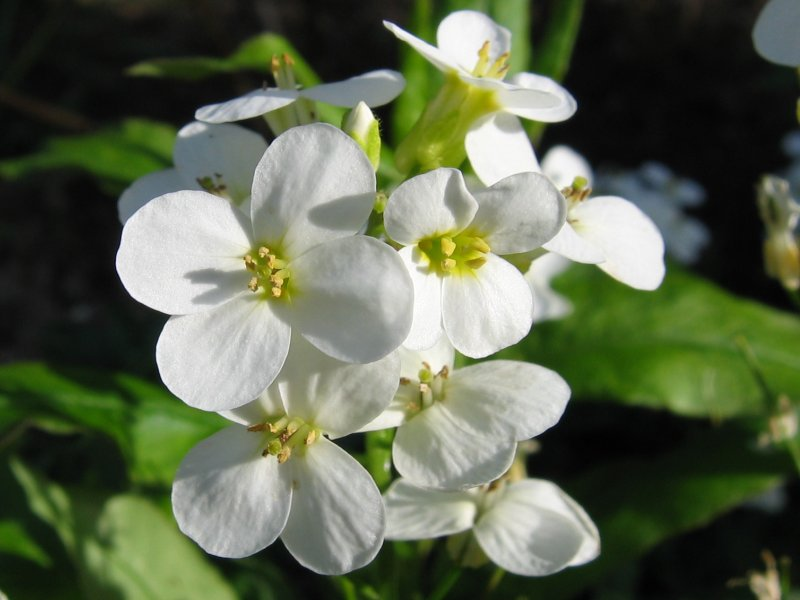
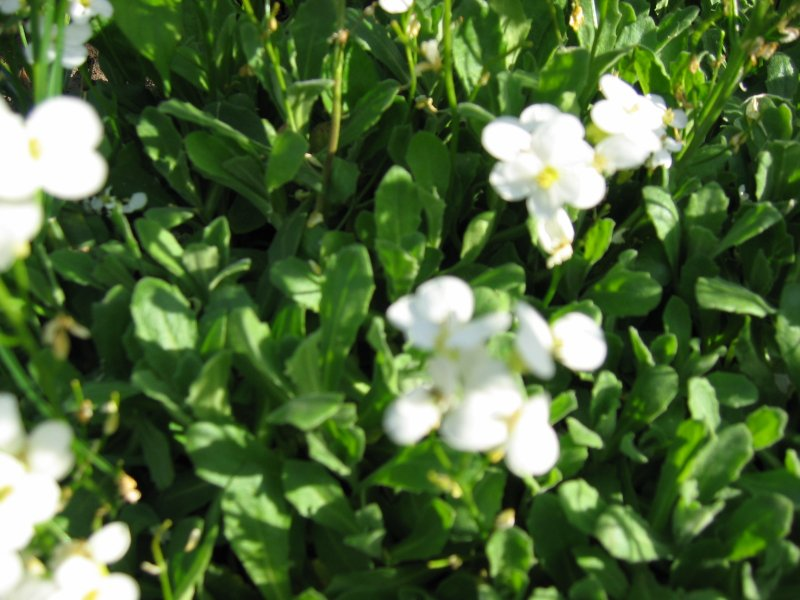
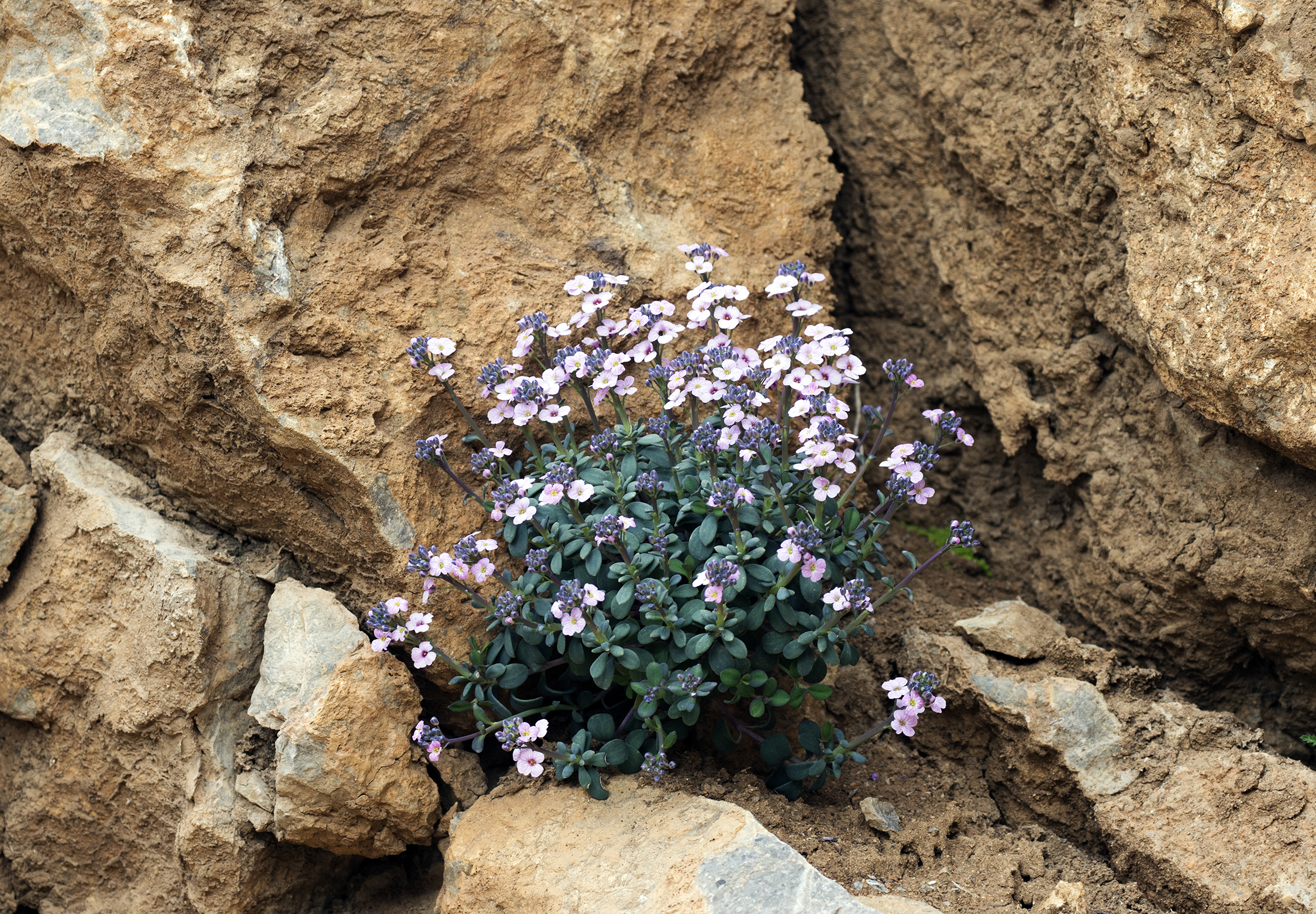

## Cultivars

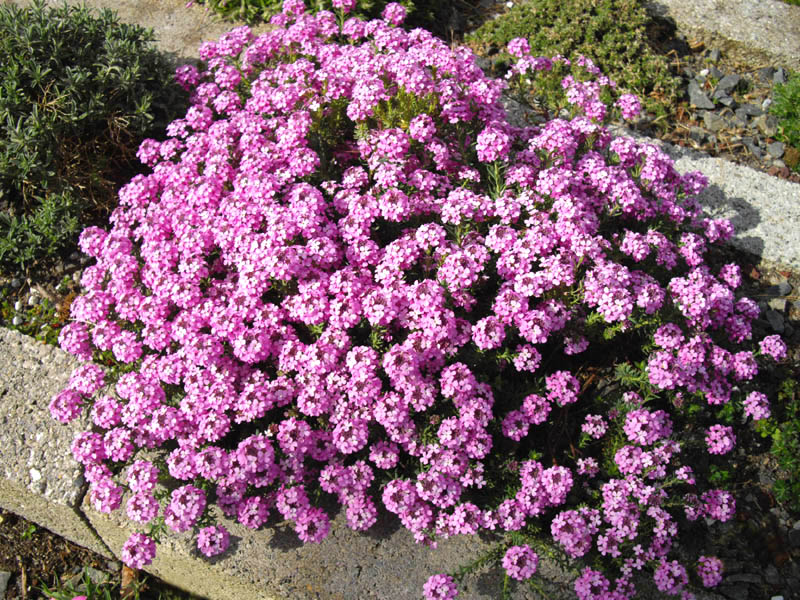
A. armenum 'Warley Rose'